# Agriculture en Malaisie
L'agriculture de la Malaisie constitue douze pour cent du PIB du pays. Seize pour cent de la population de la Malaisie est employé d'une manière ou d'une autre par l'agriculture. Des plantations à grande échelle ont été établis par le colon britannique. Ces plantations se sont ouvertes la possibilité à de nouvelles cultures telles que le caoutchouc (1876), l'huile de palme (1917) et le cacao (1950). Un certain nombre de cultures sont cultivées pour usage domestique tels que les bananes, les noix de coco, le durio, les ananas, le riz et le ramboutan.

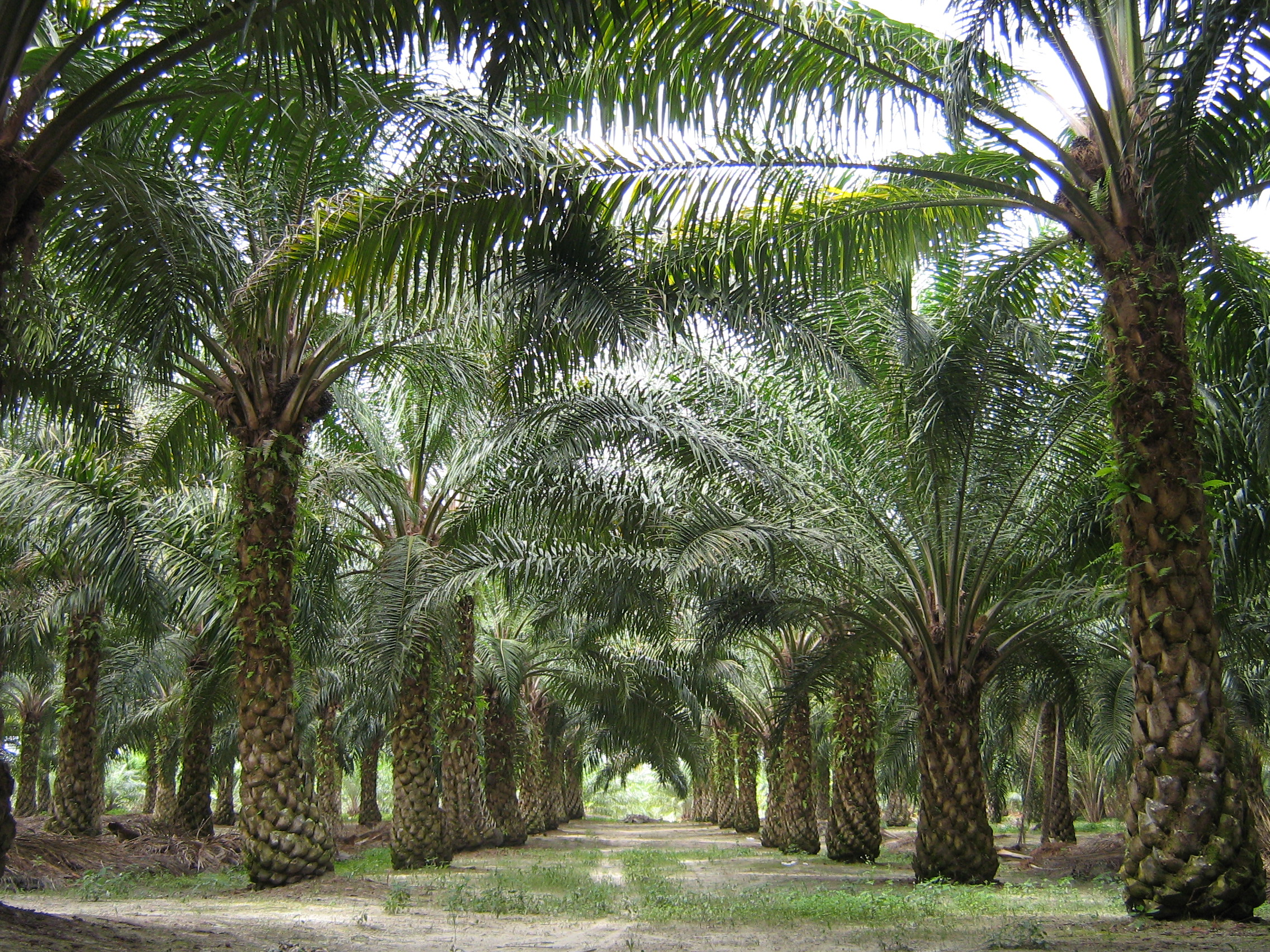
Palmiers à huile en Malaisie

## Climat
Le climat de la Malaisie crée les conditions appropriées pour la production de produits exotiques. Celle-ci est située sur une presqu'île en Asie du Sud-Est. Cette zone est très rarement touchée par les ouragans ou la sécheresse. La Malaisie maintient un niveau d'humidité autour de quatre-vingt-dix pour cent en raison de son emplacement près de l'équateur. Le temps reste chaud et humide toute l'année.

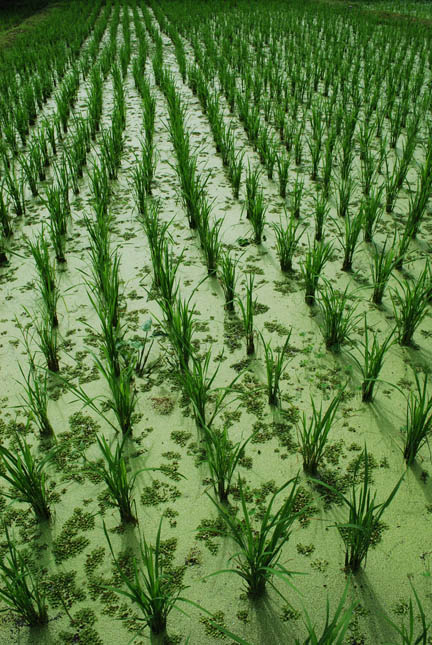
Laman Padi (Riz)

## Ministère de l'Agriculture et de l'Agro-Industrie, de la Malaisie (MOA)
Ce ministère est également connu comme le Kementerian Pertanian & Industry Asas Tani Malaysia.  Le nom du ministère de l'agriculture a changé pour le titre actuel, le 27 mars 2004. Le ministère fonctionne comme une agence pour les entreprises agricole privée afin  e leur prodiguer les conseils d'experts spécialisés en agriculture, pêche et élevage. Le ministère planifie les politiques, stratégies, et différents programmes de développement. Il surveille, enquête, dirige et met en œuvre les projets qui ont été présentés par l'Integrated Agricultural Development Project (IADP). Le ministère offre des services tels que collecte, analyse et restauration d'informations et de données agricoles par le biais de la science et fournit des rapports aux agriculteurs. Il fournit des références, des systèmes de gestion agricoles pour les propriétaires de plantations afin d'accéder à tous les informations collectées sur l'agriculture.

## Production et consommation de riz
Le riz est un élément essentiel de l'alimentation au quotidien des  Malaisiens  En 1998, la Malaisie a produit 1,94 million de tonnes de riz. Même avec cette forte production, la Malaisie produit encore seulement quatre-vingts pour cent de ce dont elle a besoin pour se subvenir et doit importer le reste. La consommation moyenne de riz en Malaisie par citoyen est de 82,3 kg de riz par an. L'augmentation de la population appelle une recherche et des progrès technologique accrus, afin d'augmenter la production de riz nécessaire à la consommation du pays.
| Année | Population(x1000) | Consommation (en tonnes) | Planté (ha) |
| ----- | ----------------- | ------------------------ | ----------- |
| 2008  | 27958.95          | 2305391.38               | 674548      |
| 2009  | 28614.30          | 2358864.89               | 674548      |
| 2010  | 29281.54          | 2413398.24               | 674548      |
| 2011  | 29961.00          | 2469006.04               | 674548      |
| 2012  | 30653.04          | 2527705.82               | 674548      |
| 2013  | 31358.01          | 2583517.73               | 674548      |
| 2014  | 32076.27          | 2642464.27               | 674548      |
| 2015  | 32808.21          | 2702570.04               | 674548      |
| 2016  | 33554.21          | 2763861.61               | 674548      |
| 2017  | 34314.67          | 2826367.32               | 674548      |
| 2018  | 35090.01          | 2890117.22               | 674548      |
| 2019  | 35880.64          | 2955142.90               | 674548      |
| 2020  | 36687.01          | 3021477.51               | 674548      |
| 2021  | 37509.55          | 3089155.60               | 674548      |
| 2022  | 38348.73          | 3158213.17               | 674548      |
| 2023  | 39205.02          | 3228687.59               | 674548      |
| 2024  | 40078.90          | 3300617.58               | 674548      |
| 2025  | 40970.88          | 3374043.22               | 674548      |
| 2026  | 41881.47          | 3449005.93               | 674548      |
| 2027  | 42811.20          | 3525548.50               | 674548      |
| 2028  | 43760.61          | 3603715.06               | 674548      |
| 2029  | 44730.26          | 3683551.13               | 674548      |
| 2030  | 45720.72          | 3765103.62               | 674548      |

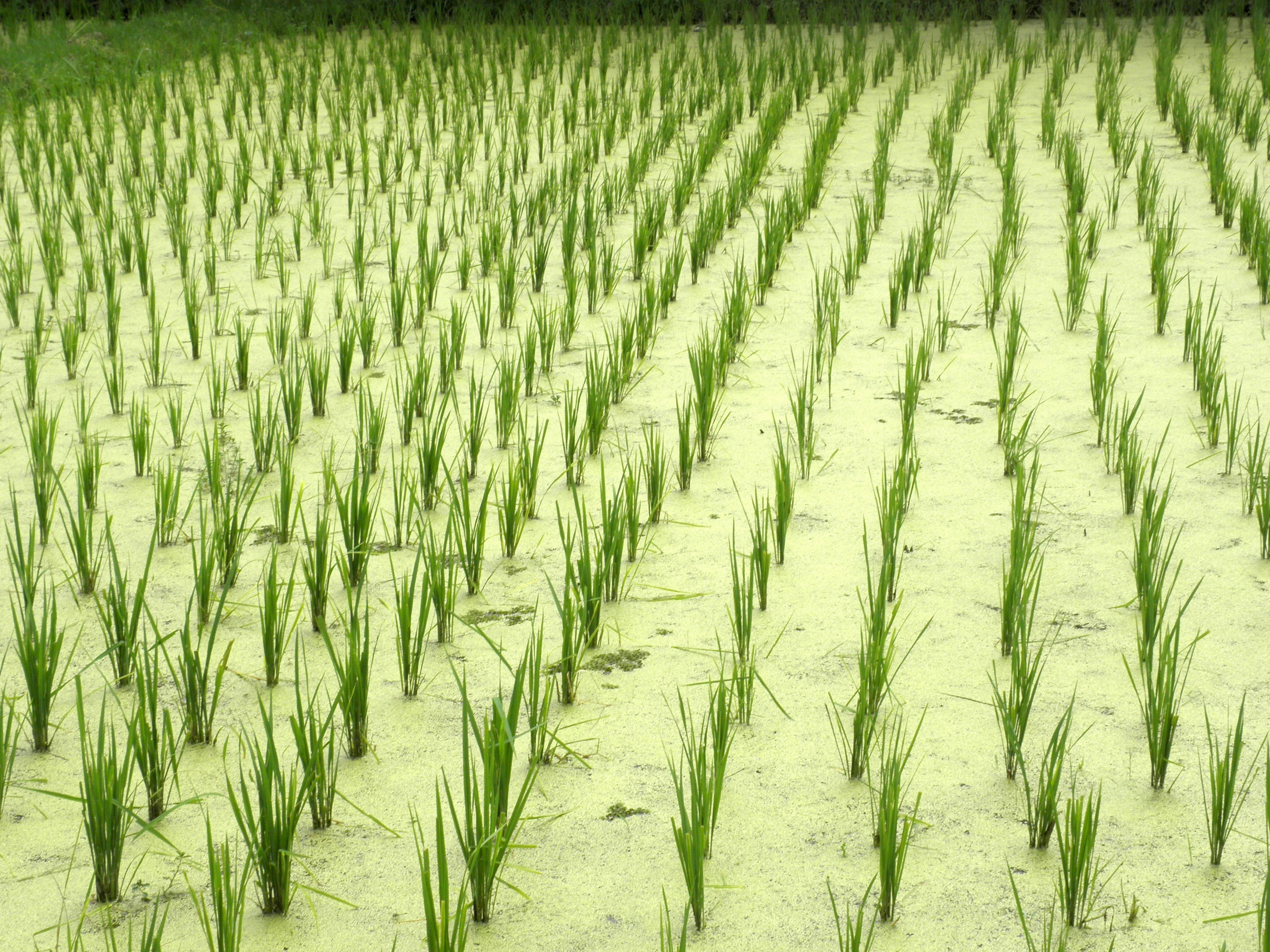
Langkawi-Pantai Cenang Champ de riz

Pertanika .1. Trop. Agrie. Sei. Vol. 32 (2) 2009 

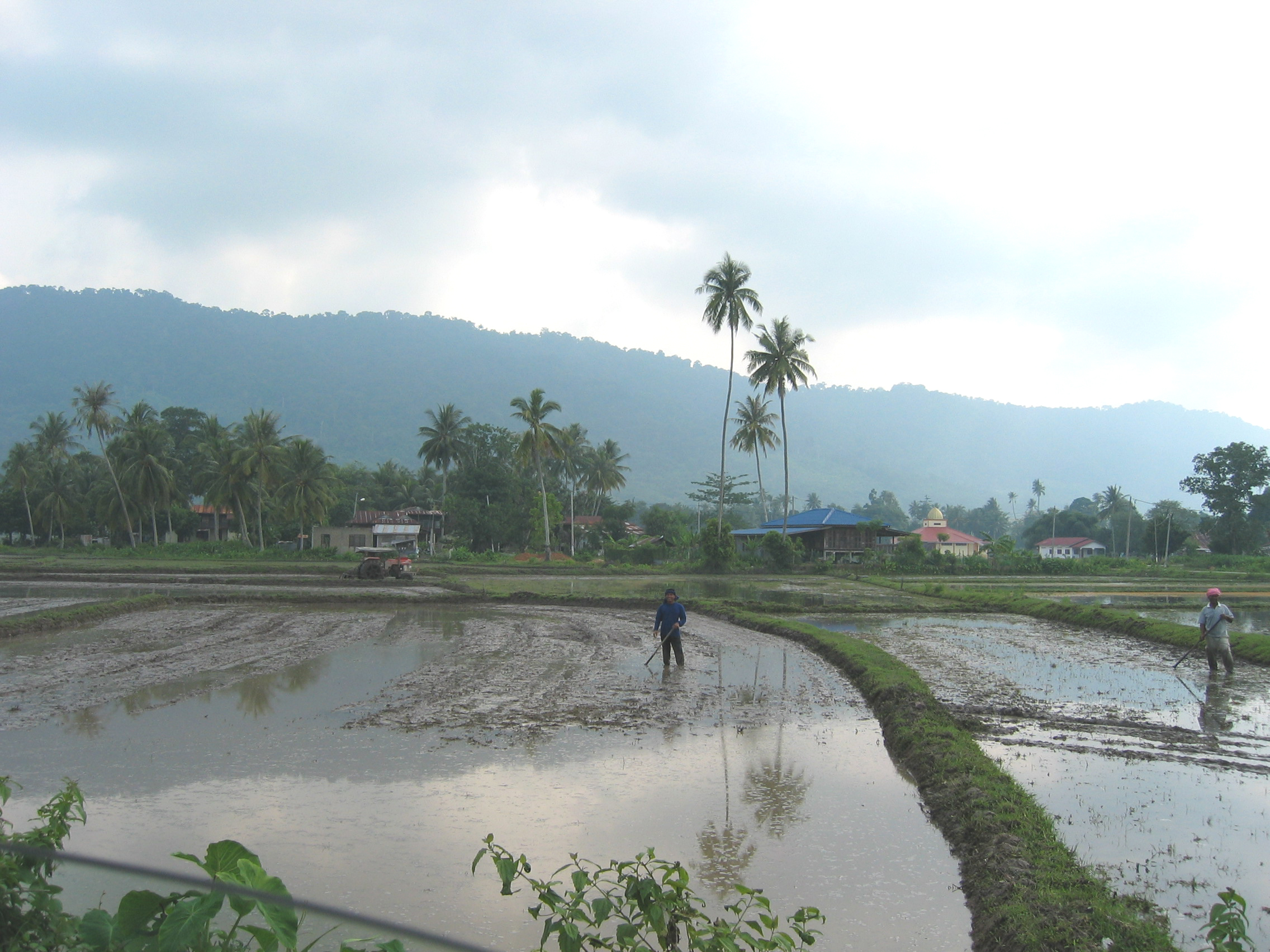
Langkawi Champs de Paddy (riz)

## Statistiques
Près de vingt-quatre pour cent de la superficie du territoire de la Malaisie  est constitué de terres consacrées à l'agriculture. Il s'y trouve environ 43 000 différentes machines agricoles et tracteurs. La Malaisie comporte 7,605,000 d'hectares de terres arables et permanente des terres cultivées. La Malaisie produit 535,000 tonnes de bananes par an. Seulement environ cinq pour cent des terres cultivées de Malaisie sont effectivement irriguées. Ce graphique affiche une prévision de la relation entre consommation de riz, la surface plantée, et l'augmentation de la population à partir de 2008 jusqu'en 2030.

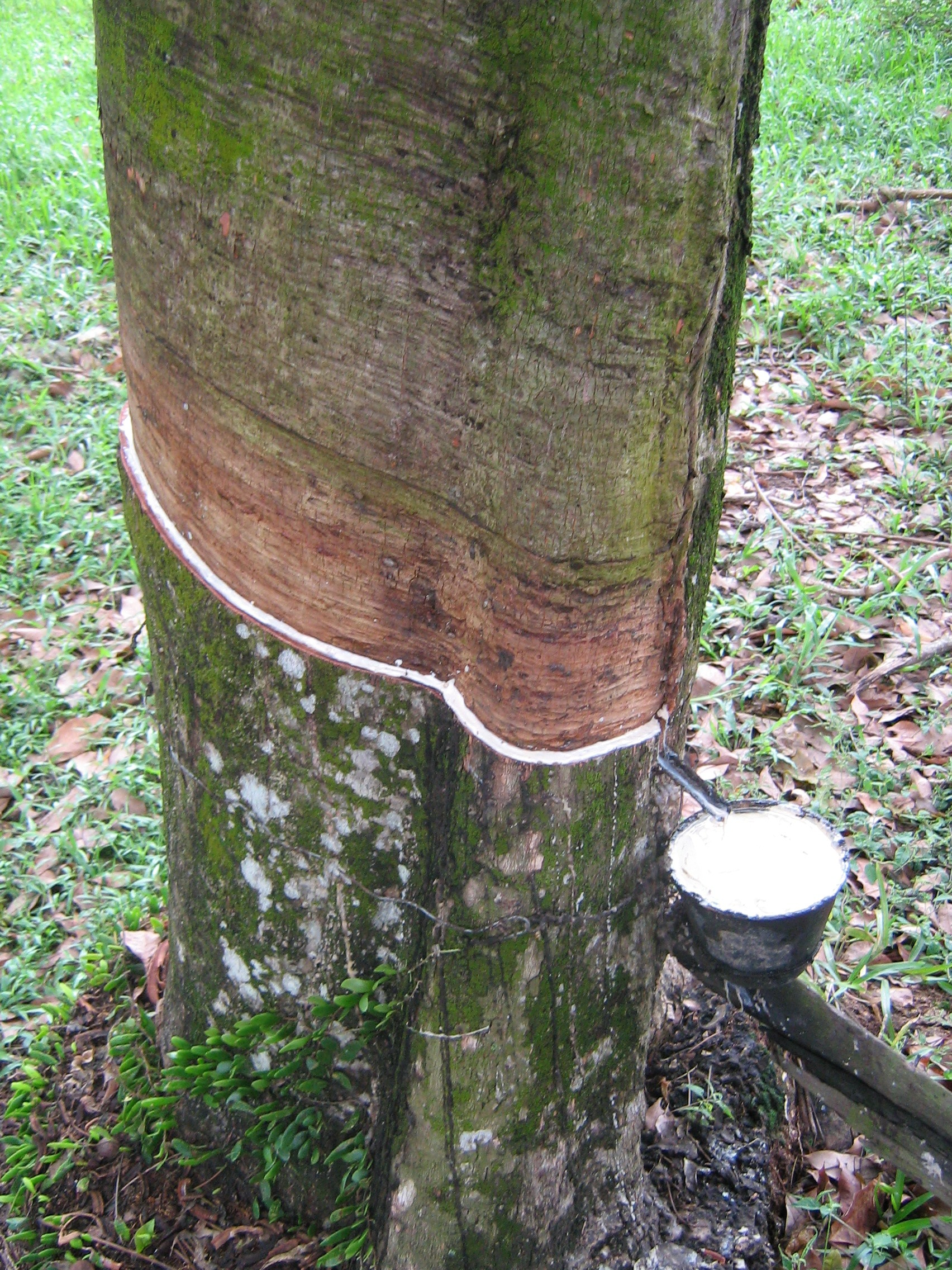
Arbre à caoutchouc, Malaisie

## Production de caoutchouc
Généralement, la Malaisie est responsable d'un tiers des exports mondiaux de  caoutchouc. Cependant, la production a diminué en raison du fait que la plupart pays ont commuté vers un produit à plus grande rentabilité l'huile de palme. La Malaisie est également un exportateur de bois, de poivre et de tabac. Depuis 2001, la production de caoutchouc de la Malaisie a augmenté. En 2004, la valeur de la production a atteint huit milliards de dollars, en 2007, elle a atteint dix milliards de dollars, et en 2008, la valeur de la production a culminé à 11.24 milliards de dollars. En 2009, la production a chuté de près de six pour cent. La Malaisie a acquis une bonne réputation dans le monde entier pour la haute qualité et à les prix très abordables  de ses produits en caoutchouc. Les fabricants de caoutchouc en Malaisie offre différents produits en caoutchouc  tels que gants, les composants pour l'automobile, courroies et tuyaux à destination de différents pays tels les États-Unis, le Japon, la Chine ainsi que de nombreux pays d' Europe.

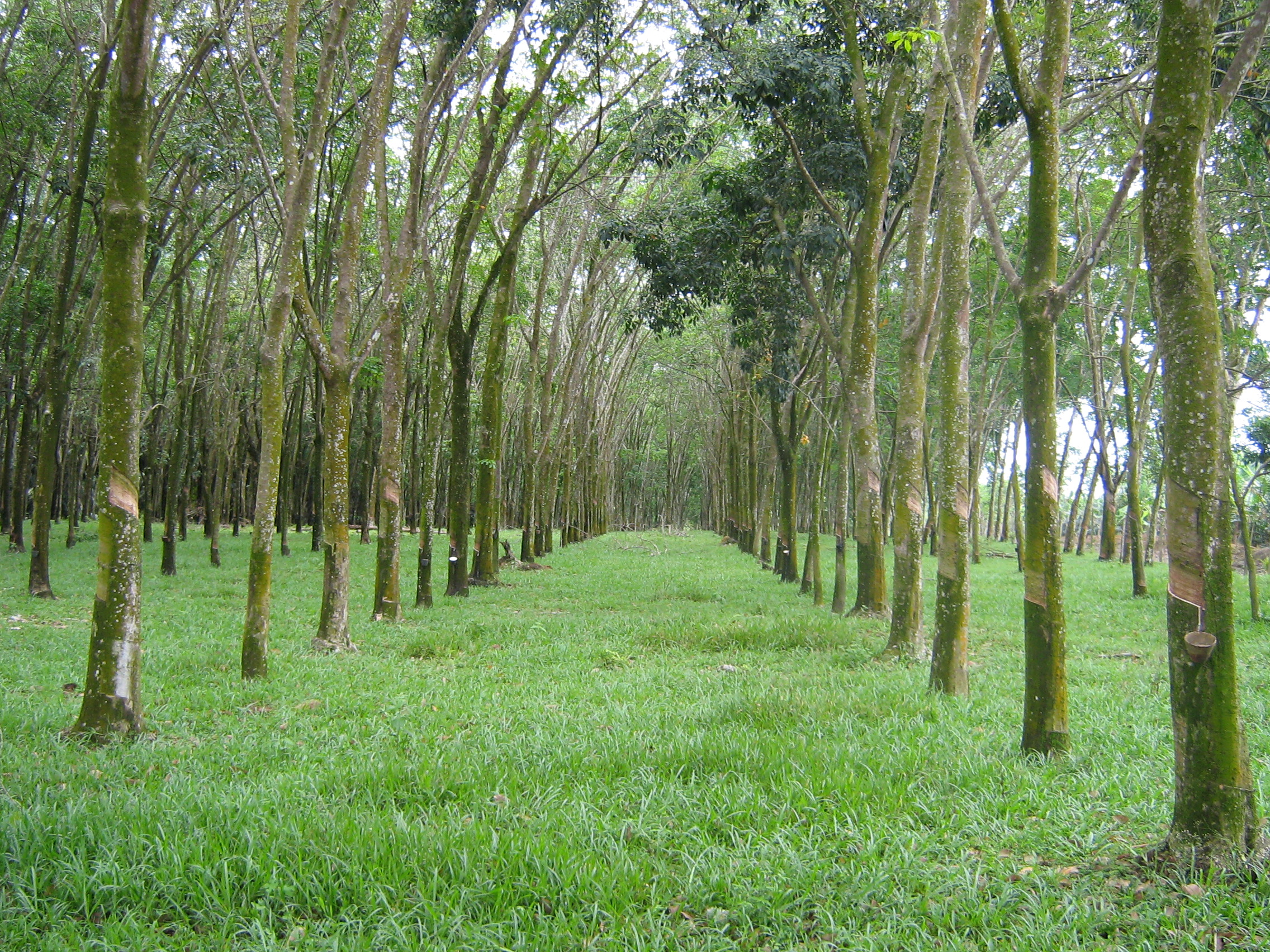
Plantation d'arbres à caoutchouc, Malaisie

## Tourisme
Tourisme lié à l'Agriculture en Malaisie:
- Musée de l'agriculture
- Musée de l'Ananas